# Polányi János
Polányi János Károly ([John Charles Polanyi] Berlin, 1929. január 23. –) Nobel-díjas magyar származású kanadai vegyész, kémikus, fizikus.

## Élete
Iskolai tanulmányait Németországban kezdte. A család a nemzetiszocializmus térhódítása elől 1933-ban Manchesterbe költözött, ugyanis apja, bár katolikus hitre tért – de zsidó származású volt. A manchesteri egyetemen (vegyész apja munkahelyén) tanult.
1949-ben kapta meg a BSc diplomáját. Egy évvel később (1950) MSc diplomát szerzett. 1952-ben PhD tudományos fokozatot kapott. 1952–1954 között a Kanadai Nemzeti Kutatási Tanács posztdoktorális ösztöndíjasa volt. 1954–1956 között a Princetoni Egyetem tudományos munkatársa volt. 1956-tól az egyetem kémiai tanszékén dolgozott.
1956-ban a kanadai Torontóban telepedett le. 1956–1957 között a Torontói Egyetem előadója, 1957–1960 között tanársegédje, 1960–1962 között docense, 1962-től kémiai professzora, 1974-től intézetvezető lett. 1958-ban Kenneth Cashionnal együtt tették meg első felfedezésüket a kemolumineszcencia területén, amikor egy gerjesztett állapotú atom fényt bocsát ki. 1974 óta kémia és fizika professzor. 1979–1980-ban Guggenheim-ösztöndíjas volt. 1986-ban kémiai Nobel-díjjal tüntették ki „az elemi kémiai folyamatok dinamikájával kapcsolatos felfedezéseiért”. 2001 óta a Magyar Tudományos Akadémia tiszteleti tagja.
Kanada egyik legnagyszerűbb vegyésze, elismerten kiemelkedő tehetség a kémiai reakciók dinamikájában. Az Amerikai Művészeti és Tudományos Akadémia tiszteletbeli tagja, az USA Nemzeti Tudományos Akadémia külföldi tagja.

## Családja
Magyar szülők gyermekeként született Berlinben. Apja a neves polihisztor, Polányi Mihály, nagybátyja pedig Polányi Károly gazdaságtörténész, szociálfilozófus, társadalompolitikus. Édesanyja Kemény Magda. 1958-ban feleségül vette Anne Ferrar Davidsont.

## Művei
- The dangers of nuclear war; szerk. Franklyn Griffiths, John C. Polanyi, előszó Pierre Elliott Trudeau; University of Toronto Press, Toronto–Buffalo–London, 1979 (Pugwash symposium)

## Díjai
- Marlow-érem (1962)
- A Brit Kémikusok Társadalmi díja (1971)
- A kanadai Kémiai Intézet érme (1976)
- Henry Marshall Tory-érem (1977)
- Wolf-díj (megosztva, 1982)
- Kémiai Nobel-díj (megosztva, 1986)
- Isaac Walton Killam-emlékdíj (1988) (az elemi kémiai folyamatok dinamikájának kutatásáért)
- A Royal Society által kiosztott Royal-érem (1989)